# 蘭道夫 (密蘇里州)
蘭道夫（英語：Randolph）是位於美國密蘇里州克萊縣的城市。

## 人口
根據2020年美國人口普查的數據，蘭道夫的面積為0.88平方千米，當中陸地面積為0.84平方千米，而水域面積為0.04平方千米。當地共有人口57人，而人口密度為每平方千米65人。